# Handflammpatrone

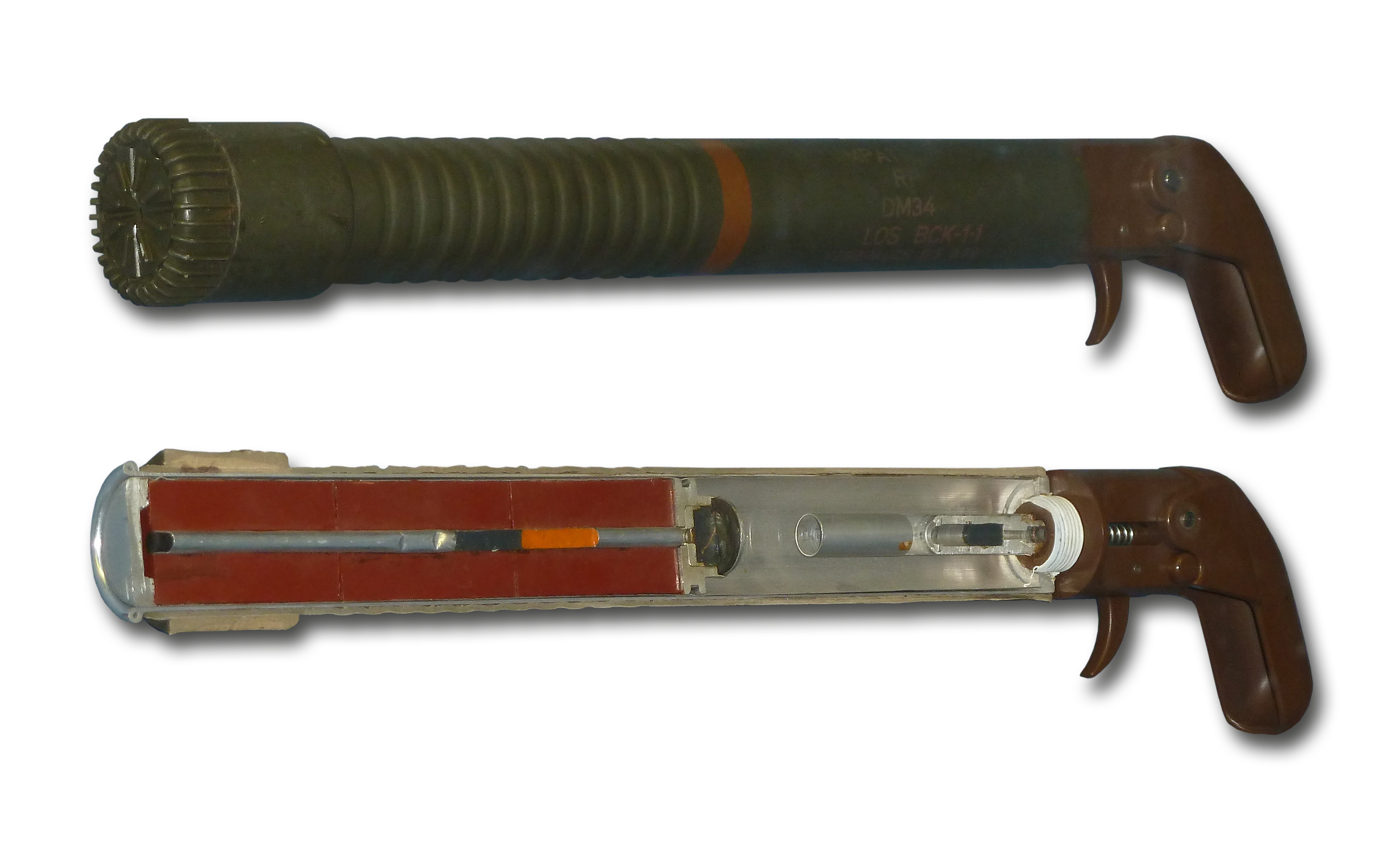
Handflammpatrone DM 34

Die Handflammpatrone DM34 ist ein Kampfmittel, das von 1965 bis 2001 von der Bundeswehr eingesetzt wurde.
Handflammpatronen erzeugen Blend- und Brandwirkung, ihre Brandkörperladung flammt nach dem Aufschlag blitzartig auf und entwickelt starke Hitze und Rauch.

## Allgemein

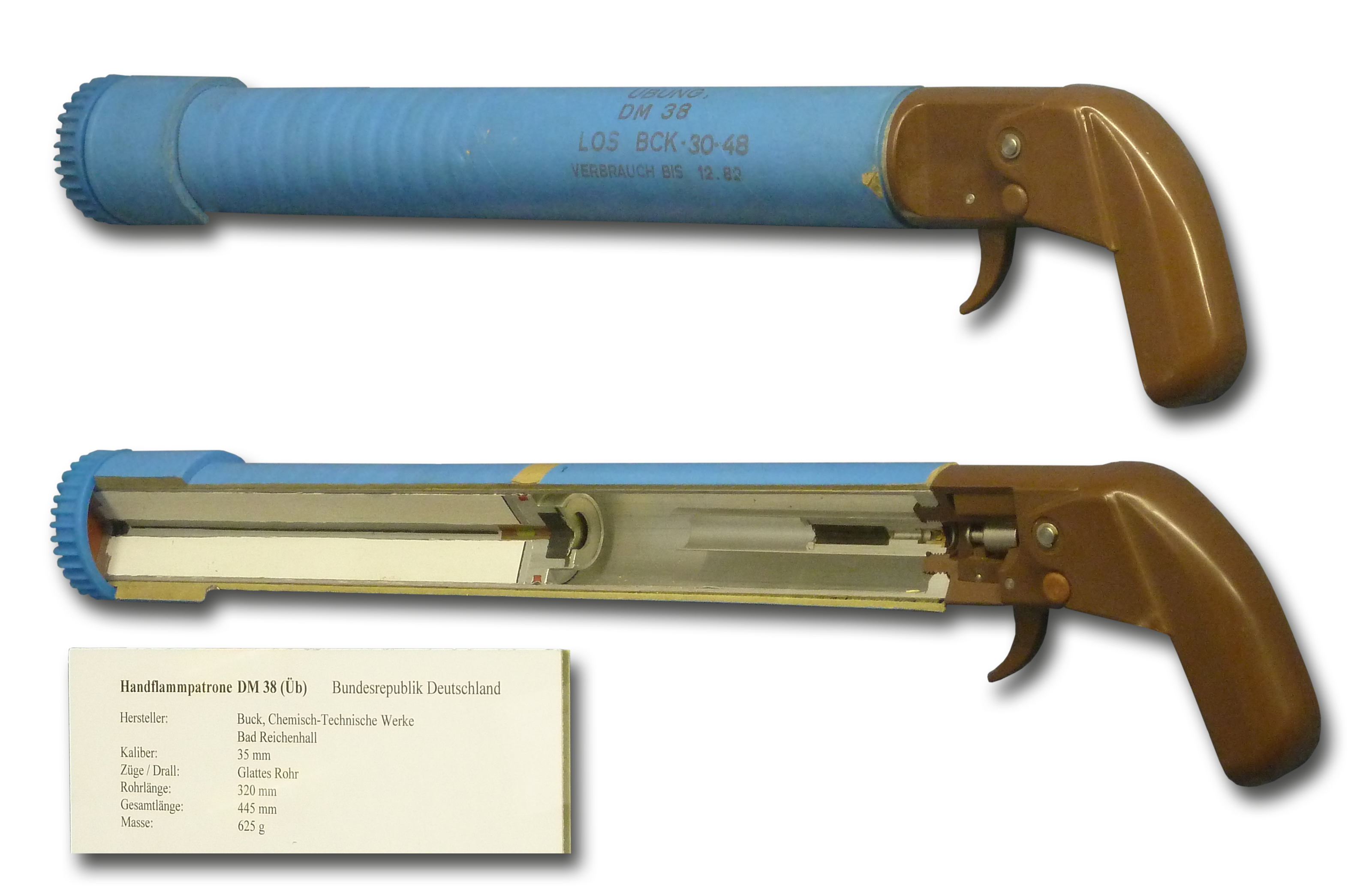
Übungshandflammpatrone DM38 „Kaliber 35 mm, Gesamtlänge 445 mm, Masse 625 g“

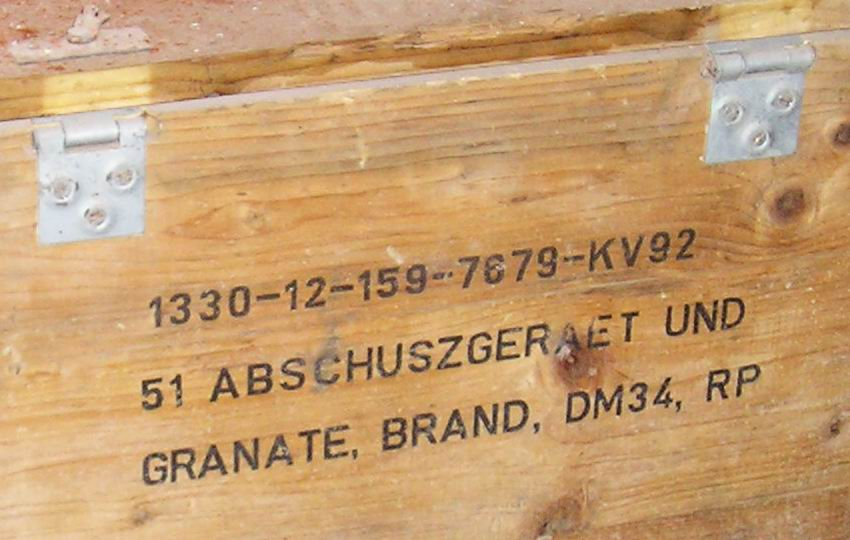
Munitionskiste für Handflammpatronen (mit der früher üblichen Schreibweise SZ für ß innerhalb von Versalien)

Hergestellt von der Buck Chemisch-Technische Werke GmbH, Bad Reichenhall, erfolgt der Einsatz vor allem im Ortskampf und im Kampf um ausgebaute Stellungen oder auch zur Bekämpfung abgesessener (zu Fuß) Infanterie, vereinzelt auch beim Kampf gegen Panzer oder Fahrzeuge. Beim Einsatz gegen gepanzerte Fahrzeuge werden diese geblendet und sind nicht kampffähig, unter sehr günstigen Bedingungen geraten diese in Brand.
Die Handflammpatrone hat eine Reichweite von bis zu 90 Metern und besteht aus der gelboliven Patronenhülse und rehbrauner Abzugseinrichtung, die fest miteinander verbunden sind. Die Schrift der scharfen Patrone ist erdbeerrot.
Die Bundeswehr verfügte auch über eine Übungspatrone. Diese entspricht in Form und Gewicht dem Original, unterscheidet sich aber durch die lichtblaue Markierung der Patrone mit rehbrauner Aufschrift und enthält einen Darstellungskörper mit Kalkfüllung zum Erkennen eines Treffers.
Beide Patronen können nur einmal verwendet werden.

## Funktion

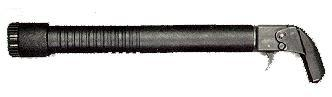
Entsicherte Handflammpatrone DM 34

Nach dem Betätigen des Abzuges wird der Brandkörper aus weißem Phosphor ohne Verzögerung und mit hohem Druck ausgestoßen. Schlägt er nach einer Flugstrecke von mindestens 8 m auf einen harten Gegenstand, zerplatzt er und gibt den Brandstoff frei oder er wird nach 1,3 bis 2,5 s durch einen Zerlegesatz gezündet, dies entspricht dann einer Flugstrecke von 50 bis 90 m.
Der Brandstoff wird auf einer Fläche von ca. 15 m Breite und 50 m Länge verteilt und verbrennt mit 1300 °C.

## Modelle
In der Bundeswehr wurden verschiedene Modelle eingesetzt die in der folgenden Tabelle aufgeführt sind.
| DM-Nummer | Munitionsaustauschcode | Bezeichnung                       | Bemerkung              |
| --------- | ---------------------- | --------------------------------- | ---------------------- |
| DM24      | KV90                   | Handflammpatrone                  | TL DM12 mit TLZ DM67   |
| DM24A1B1  | KV90                   | Handflammpatrone                  | TL DM12B1 mit TLZ DM67 |
| DM28      | KV91                   | Handflammpatrone Übungs           | TL12 mit TLZ DM67      |
| DM28A1    | KV91                   | Handflammpatrone Übungs           | TL12 mit TLZ DM67      |
| DM28A1B1  | KV91                   | Handflammpatrone Übungs           | TL DM12B1 mit TLZ DM67 |
| DM34      | KV92                   | Abschussgerät und Granate, Brand  |                        |
| DM38      | KV93                   | Flammpatrone, Hand, Uebung        |                        |
| DM38      | KV93                   | Abschussgerät und Granate, Uebung |                        |

## Bilddarstellung

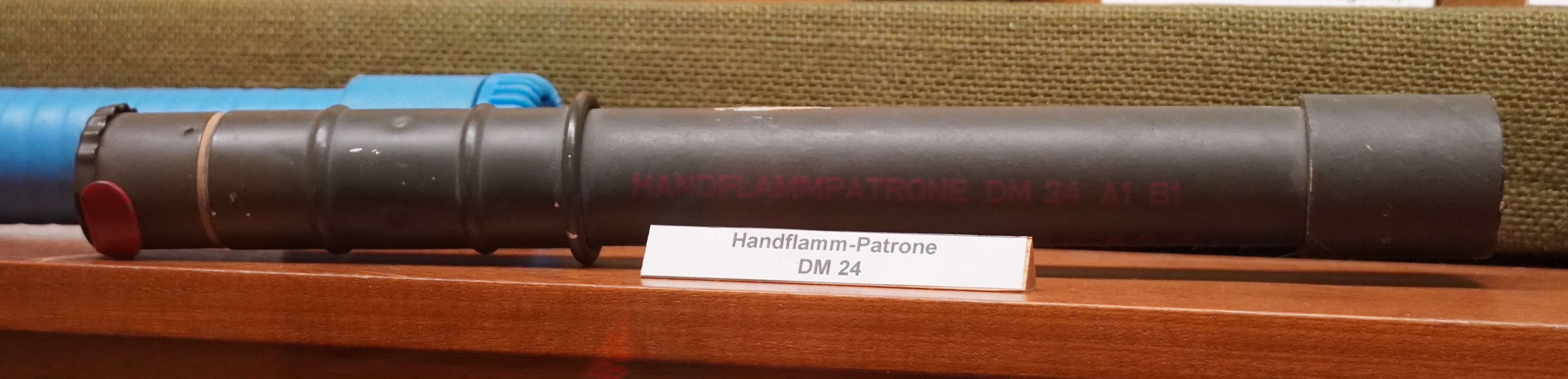
Handflammpatrone DM24
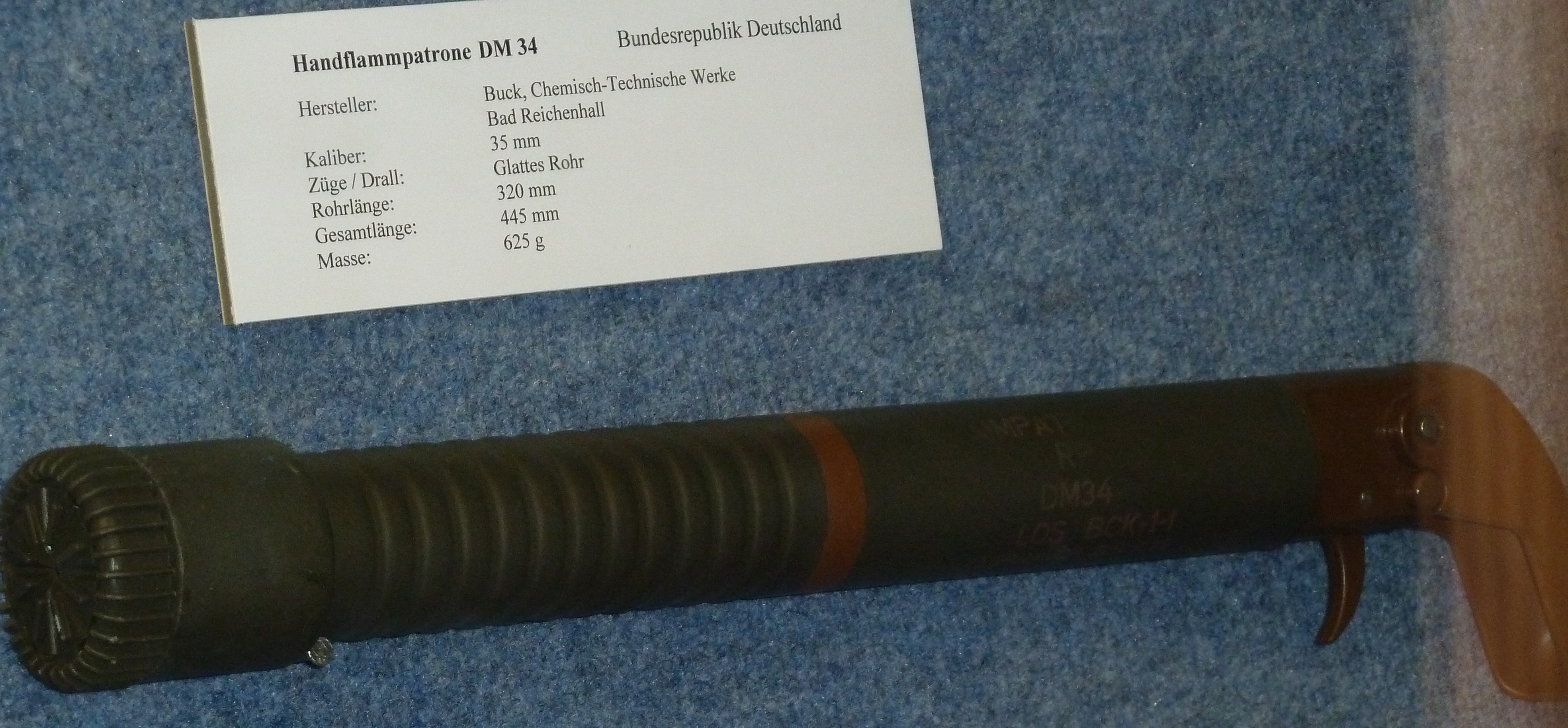
Handflammpatrone DM34
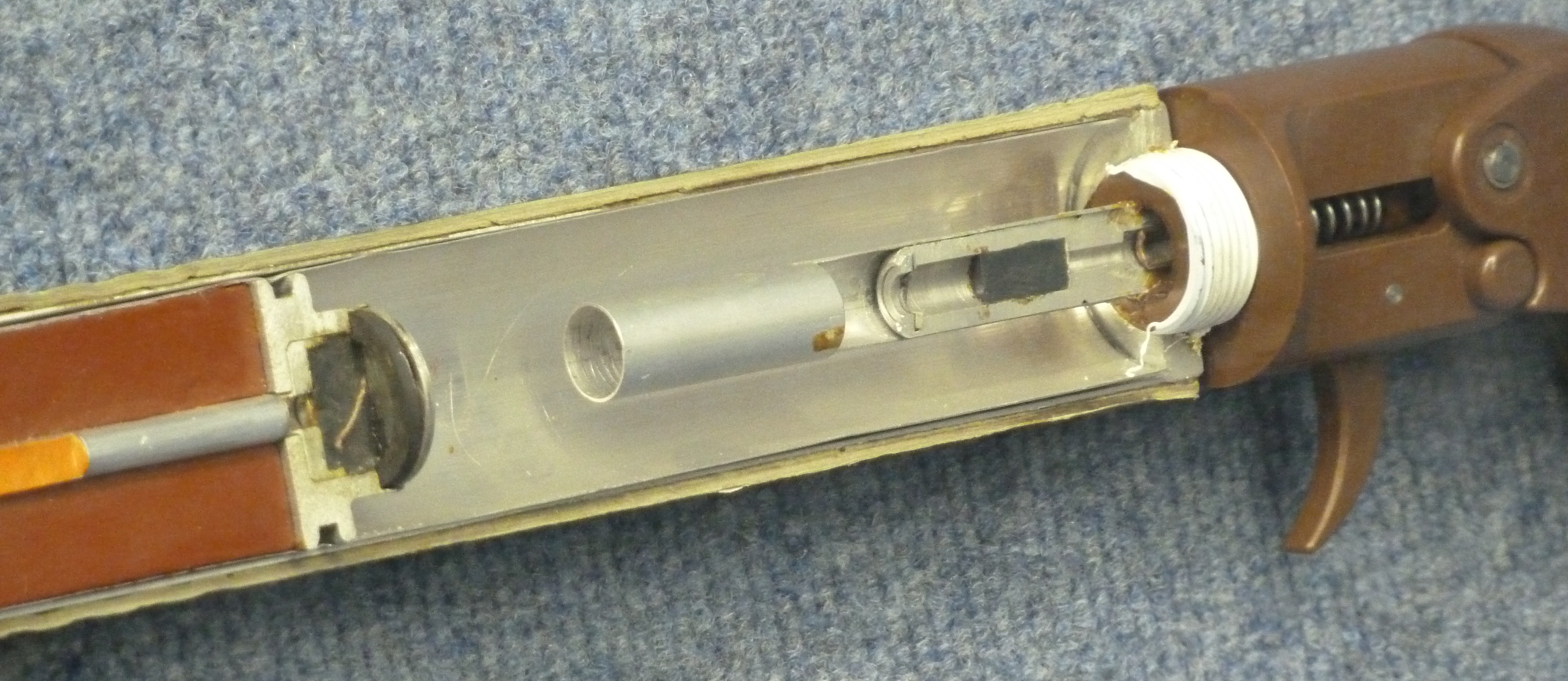
Handflammpatrone DM34
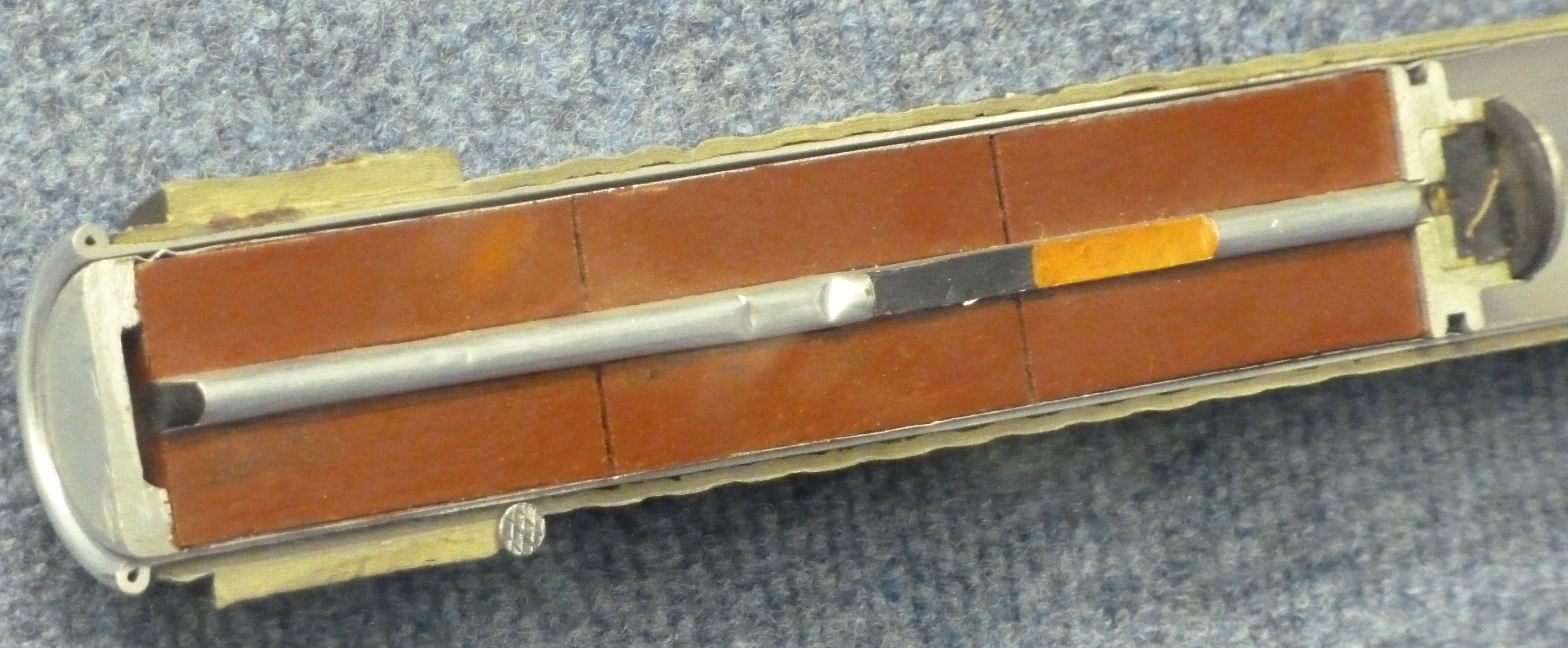
Handflammpatrone DM34